# Christ en croix, la Vierge, saint Jean et sainte Madeleine
Christ en croix, la Vierge, saint Jean et sainte Madeleine – ou simplement Le Calvaire – est un tableau réalisé par le peintre flamand Antoine van Dyck en 1617-1619. Cette huile sur toile de format vertical est une peinture chrétienne qui représente la Crucifixion de Jésus-Christ sur fond d'un ciel d'éclipse, avec, au pied de la Croix Marie, Marie Madeleine et Jean. Acquise auprès de Pierre Paul Rubens par la ville de Bergues, en France, l'œuvre est destinée à servir de retable à une église jésuite. Elle est conservée au musée du Louvre, à Paris.